# Snježana Petika
Snježana Petika (Vinkovci, 15. studenog 1967.), bivša hrvatska rukometašica, članica Podravke iz Koprivnice. Bila je i članica Hrvatske rukometne reprezentacije. U Ligi prvakinja i Kupu prvakinja za Podravku je odigrala 89 utakmicu i postigla 571 pogodak. Nastupala je i za Selekcije Svijeta 1994., 1997. i Europe 1993., 1995., 2008. godine. Majka je rukometašice Tene Petike..

## Nagrade i uspjesi
Odlikovana je Redom Danice s likom Franje Bučara 1995. i 1996. godine.
Proglašena 6 puta najboljom rukometašicom Hrvatske 1995., 1997., 1998., 1999., 2002. i 2003.
Najbolji strijelac Europske lige prvakinja u sezonama 1994./95. i 1995. /96. godine.
Prvakinja Hrvatske i osvajačica Kupa Hrvatske 9 puta.
Europsko prvenstvo u Njemačkoj 1994. (5. mjesto).
Svjetsko prvenstvo (6. mjesto).
Osvajačica Europske lige prvakinja i Super kupa 1996. godine.
Prvakinja je Mediterana 1991. i 1993., te srebrna 1997. godine na Mediteranskim igrama.